# Polish Juniors 2007
Das Polish Juniors 2007 fand als bedeutendstes internationales Nachwuchsturnier von Polen im Badminton vom 18. bis zum 21. Januar 2007 statt. Es war die 18. Auflage der Veranstaltung.

## Sieger und Platzierte
| Disziplin    | Gold                                | Silber                            | Bronze                           |
| ------------ | ----------------------------------- | --------------------------------- | -------------------------------- |
| Herreneinzel | Dmytro Zavadsky                     | Jakub Bitman                      | Zvonimir Đurkinjak               |
| Herreneinzel | Dmytro Zavadsky                     | Jakub Bitman                      | Peyo Boichinov                   |
| Dameneinzel  | Mariya Martynenko                   | Mariya Ulitina                    | Gabriela Banova                  |
| Dameneinzel  | Mariya Martynenko                   | Mariya Ulitina                    | Bistra Maneva                    |
| Herrendoppel | Dmytro Zavadsky Georgiy Natarov     | Aljoša Turk Matevž Bajuk          | Igor Čimbur Zvonimir Hölbling    |
| Herrendoppel | Dmytro Zavadsky Georgiy Natarov     | Aljoša Turk Matevž Bajuk          | Denys Panchenko Oleksandr Perev  |
| Damendoppel  | Olena Mashchenko Mariya Martynenko  | Natalia Pocztowiak Marlena Flis   | Staša Poznanović Iva Majstorović |
| Damendoppel  | Olena Mashchenko Mariya Martynenko  | Natalia Pocztowiak Marlena Flis   | Mariya Ulitina Yuliya Kazarinova |
| Mixed        | Zvonimir Đurkinjak Staša Poznanović | Dmytro Zavadsky Mariya Martynenko | Peyo Boichinov Gabriela Banova   |
| Mixed        | Zvonimir Đurkinjak Staša Poznanović | Dmytro Zavadsky Mariya Martynenko | Pavel Drančák Eliška Maixnerová  |